# Charles Crapelet
Pour les articles homonymes, voir Crapelet.
Charles Crapelet était un imprimeur à Paris, né en 1762 et mort en 1809.
Selon le Bouillet, il « s'est fait un nom par la beauté et la correction de ses éditions, par l'élégance et la pureté de ses caractères ».
On lui doit des éditions fort estimées de La Fontaine, de Télémaque (1796), de Boileau (1798), les Oiseaux dorés d'Audebert, etc..
Son fils, Georges-Adrien Crapelet (1789-1842), est écrivain et imprimeur.